# Andrij Raspopow
Andrij Mykołajowycz Raspopow, ukr. Андрій Миколайович Распопов (ur. 25 czerwca 1978 w Mikołajowie) – ukraiński piłkarz, grający na pozycji obrońcy.

## Kariera piłkarska

### Kariera klubowa
Rozpoczął karierę piłkarską w klubie MFK Mikołajów, ale przez wysoką konkurencję był zmuszony występować w farm-klubie Olimpija FK AES Jużnoukraińsk. W latach 2000–2004 bronił barw białoruskich klubów Dniapro-Transmasz Mohylew i Dynama Mińsk. W 2004 przeszedł do Karpat Lwów. Od 2007 bronił barw Arsenału Kijów. Po zakończeniu sezonu 2008/09 opuścił kijowski klub i przeniósł się do Hranitu Mikaszewicze. Ale już w końcu września 2009 był skreślony z listy piłkarzy białoruskiego klubu. W styczniu 2010 wyjechał do Azerbejdżanu, gdzie podpisał kontrakt z klubem Simurq Zaqatala. Latem 2010 przeszedł do Dniapra Mohylew. Na początku 2012 zasilił skład FK Witebsk. 4 września 2012 za obopólną zgodą kontrakt został anulowany.

## Sukcesy i odznaczenia

### Sukcesy klubowe
- brązowy medalista Mistrzostw Białorusi: 2004
- zdobywca Pucharu Białorusi: 2003